# Попович Володимир Трохимович
Володимир Трохимович Попович (14 жовтня 1920, Соснівка — 22 липня 1978) — радянський льотчик-бомбардувальник, Герой Радянського Союзу (1946), під час Німецько-радянської війни командир ескадрильї 44-го гвардійського бомбардувального авіаційного полку 9-ї гвардійської бомбардувальної дивізії 16-ї повітряної армії 1-го Білоруського фронту.
Пам'ятник в Соснівці Макарівського р-ну Київської обл.

## Біографія
Народився 14 жовтня 1920 року в селі Соснівці (нині Макарівського району Київської області) в селянській родині. Українець. Член КПРС з 1943 року. Закінчив сім класів і школу Фабрично-заводського учнівства.
У 1940 році призваний до лав Червоної Армії. У боях радянсько-німецької війни з квітня 1942 року. До травня 1945 року здійснив 887 нічних бойових вильотів на бомбардування аеродромів, скупчень військ противника, завдавши йому великих втрат.
Указом Президії Верховної Ради СРСР від 15 травня 1946 року за мужність і героїзм, проявлені при 887 бойових вильотах на бомбардування аеродромів, складів, по скупченнях ворожих військ і техніки противника гвардії старшому лейтенанту Володимиру Трохимовичу Поповичу присвоєно звання Героя Радянського Союзу з врученням ордена Леніна і медалі «Золота Зірка» (№ 7036).

Могила Володимира Поповича

Після закінчення війни продовжував службу у Військово-повітряних силах СРСР. У 1948 році закінчив Вищі авіаційні курси, в 1954 році — Центральні льотно-тактичні курси удосконалення офіцерського складу. Освоював нову бойову техніку, вчив молодь. З 1960 року полковник В. Т. Попович — у запасі. Жив у Києві. Помер 22 липня 1978 року. Похований у Києві на Міському кладовищі «Берківці» (ділянка № 77).

## Нагороди
Нагороджений орденом Леніна, двома орденами Червоного Прапора, орденом Олександра Невського, трьома орденами Червоної Зірки, медалями.